# Ginnastica ai XVII Giochi panamericani

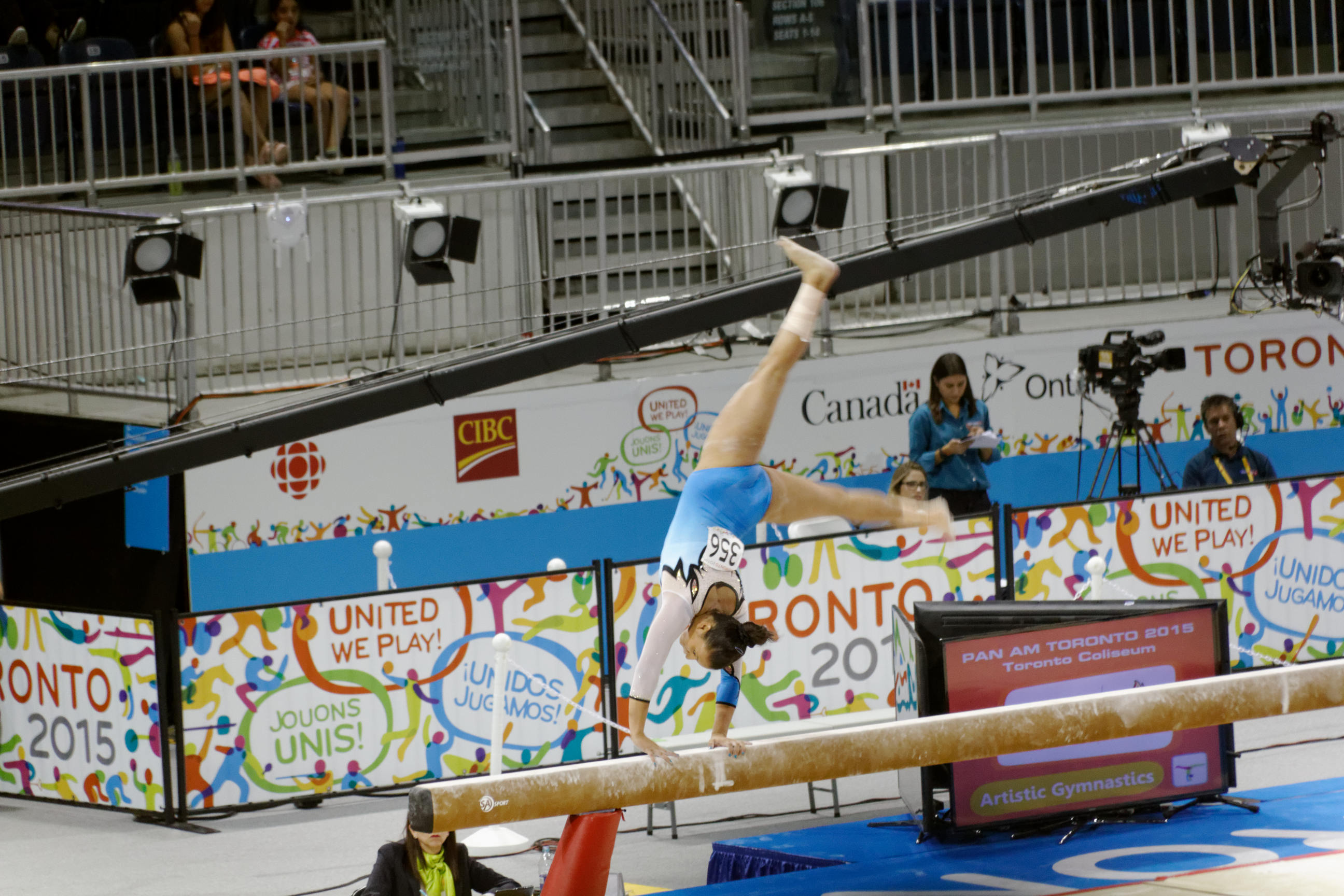
It corrispondeva to the 2015 games

Le competizioni di ginnastica ai XVII Giochi panamericani hanno avuto luogo al "Ricoh Coliseum" di Toronto, in Canada, dall'11 al 20 luglio 2015. Nel programma erano incluse tre discipline: ginnastica artistica (maschile e femminile), ginnastica ritmica e trampolino elastico (maschile e femminile).

## Calendario
Tutti gli orari secondo il Central Standard Time (UTC-5).
| Data                 | Inizio | Evento                                                    | Fase       |
| -------------------- | ------ | --------------------------------------------------------- | ---------- |
| Ginnastica artistica |        |                                                           |            |
| Sab 11 luglio        | 14:35  | Concorso individuale uomini                               | Qualifiche |
| Sab 11 luglio        | 14:35  | Concorso a squadre uomini                                 | Finale     |
| Dom 12 luglio        | 10:50  | Concorso individuale donne                                | Qualifiche |
| Dom 12 luglio        | 10:50  | Concorso a squadre donne                                  | Finale     |
| Lun 13 luglio        | 13:35  | Volteggio donne                                           | Finale     |
| Lun 13 luglio        | 13:35  | Corpo libero uomini                                       | Finale     |
| Lun 13 luglio        | 13:35  | Cavallo con maniglie uomini                               | Finale     |
| Lun 13 luglio        | 15:35  | Parallele asimmetriche donne                              | Finale     |
| Lun 13 luglio        | 15:35  | Anelli uomini                                             | Finale     |
| Mar 15 luglio        | 13:35  | Volteggio uomini                                          | Finale     |
| Mar 15 luglio        | 13:35  | Trave d'equilibrio donne                                  | Finale     |
| Mar 15 luglio        | 14:45  | Corpo libero femminile                                    | Finale     |
| Mar 15 luglio        | 14:45  | Parallele simmetriche uomini                              | Finale     |
| Mar 15 luglio        | 15:35  | Sbarra uomini                                             | Finali     |
| Ginnastica ritmica   |        |                                                           |            |
| Ven 17 luglio        | 10:05  | Cerchi individuale, Palla individuale, 5 nastri a squadre | Qualifiche |
| Sab 18 luglio        | 10:05  | Clavette individuale, Cerchio individuale                 | Qualifiche |
| Sab 18 luglio        | 10:05  | Concorso individuale                                      | Finale     |
| Sab 18 luglio        | 10:05  | Concorso a squadre                                        | Finale     |
| Dom 19 luglio        | 10:05  | Cerchio individuale                                       | Finale     |
| Dom 19 luglio        | 10:47  | Palla individuale                                         | Finale     |
| Dom 19 luglio        | 11:50  | 5 nastri a squadre                                        | Finale     |
| Lun 20 luglio        | 10:05  | Clavette individuale                                      | Finale     |
| Lun 20 luglio        | 10:47  | Nastro individuale                                        | Finale     |
| Lun 20 luglio        | 11:50  | 6 clavette + 2 cerchi a squadre                           | Finale     |
| Trampolino           |        |                                                           |            |
| Sab 18 luglio        | 19:05  | Individuale femminile                                     | Qualifiche |
| Sab 18 luglio        | 20:00  | Individuale maschile                                      | Qualifiche |
| Dom 19 luglio        | 19:05  | Individuale femminile                                     | Finale     |
| Dom 19 luglio        | 19:45  | Individuale maschile                                      | Finale     |

## Risultati

### Ginnastica artistica
| Evento                         | Oro                                                                                    | Argento                                                                            | Bronzo                                                                           |
| Ginnastica artistica maschile  |                                                                                        |                                                                                    |                                                                                  |
| Concorso individuale           | Sam Mikulak                                                                            | Manrique Larduet                                                                   | Jossimar Calvo                                                                   |
| Concorso a squadre             | Stati Uniti Marvin Kimble Steven Legendre Sam Mikulak Paul Ruggeri Donnell Whittenburg | Brasile Francisco Junior Caio Souza Lucas Bitencourt Arthur Zanetti Arthur Mariano | Colombia Carlos Calvo Jossimar Calvo Jorge Giraldo Didier Lugo Jhonny Muñoz      |
| Corpo libero                   | Jorge Vega                                                                             | Donnell Whittenburg                                                                | Sam Mikulak                                                                      |
| Sbarra                         | Jossimar Calvo                                                                         | Kevin Lytwyn                                                                       | Paul Ruggeri                                                                     |
| Parallele simmetriche          | Jossimar Calvo                                                                         | Manrique Larduet                                                                   | Sam Mikulak                                                                      |
| Cavallo con maniglie           | Marvin Kimble Jossimar Calvo                                                           | Non assegnata                                                                      | Daniel Corral                                                                    |
| Anelli                         | Arthur Zanetti                                                                         | Donnell Whittenburg                                                                | Manrique Larduet                                                                 |
| Volteggio                      | Manrique Larduet                                                                       | Donnell Whittenburg                                                                | Caio Souza                                                                       |
| Ginnastica artistica femminile |                                                                                        |                                                                                    |                                                                                  |
| Concorso individuale           | Ellie Black                                                                            | Madison Desch                                                                      | Flávia Saraiva                                                                   |
| Concorso a squadre             | Stati Uniti Madison Desch Rachel Gowey Amelia Hundley Emily Schild Megan Skaggs        | Canada Ellie Black Maegan Chant Madison Copiak Isabela Onyshko Victoria Woo        | Brasile Lorrane Oliveira Leticia Costa Flávia Saraiva Daniele Hypólito Julie Kim |
| Trave d'equilibrio             | Ellie Black                                                                            | Megan Skaggs                                                                       | Victoria Woo                                                                     |
| Corpo libero                   | Ellie Black                                                                            | Amelia Hundley                                                                     | Ana Sofía Gómez                                                                  |
| Parallele asimmetriche         | Rachel Gowey                                                                           | Jessica López                                                                      | Amelia Hundley                                                                   |
| Volteggio                      | Marcia Videaux                                                                         | Yamilet Peña                                                                       | Ellie Black                                                                      |

### Ginnastica ritmica
| Evento                | Oro                                                                                                   | Argento                                                                                               | Bronzo                                                                                              |
| Concorso individuale  | Laura Zeng                                                                                            | Jasmine Kerber                                                                                        | Patricia Bezzoubenko                                                                                |
| Palla                 | Laura Zeng                                                                                            | Jasmine Kerber                                                                                        | Karla Díaz                                                                                          |
| Clavette              | Laura Zeng                                                                                            | Patricia Bezzoubenko                                                                                  | Jasmine Kerber                                                                                      |
| Cerchio               | Laura Zeng                                                                                            | Jasmine Kerber                                                                                        | Angélica Kvieczynski                                                                                |
| Nastro                | Laura Zeng                                                                                            | Jasmine Kerber                                                                                        | Angélica Kvieczynski                                                                                |
| Concorso a squadre    | Brasile Dayane Amaral Morgana Gmach Emanuelle Lima Jessica Maier Ana Paula Ribeiro Beatriz Pomini     | Stati Uniti Kiana Eide Alisa Kano Natalie McGiffert Jennifer Rokhman Monica Rokhman Kristen Shaldybin | Cuba Claudia Arjona Zenia Fernandez Melissa Kindelan Martha Perez Adriana Ramirez Legna Savon       |
| 5 nastri              | Brasile Dayane Amaral Morgana Gmach Emanuelle Lima Jessica Maier Ana Paula Ribeiro Beatriz Pomini     | Stati Uniti Kiana Eide Alisa Kano Natalie McGiffert Jennifer Rokhman Monica Rokhman Kristen Shaldybin | Canada Katrina Cameron Maya Kojevnikov Lucinda Nowell Vanessa Panov Anjelika Reznik Victoria Reznik |
| 6 clavette + 2 cerchi | Stati Uniti Kiana Eide Alisa Kano Natalie McGiffert Jennifer Rokhman Monica Rokhman Kristen Shaldybin | Brasile Dayane Amaral Morgana Gmach Emanuelle Lima Jessica Maier Ana Paula Ribeiro Beatriz Pomini     | Canada Katrina Cameron Maya Kojevnikov Lucinda Nowell Vanessa Panov Anjelika Reznik Victoria Reznik |

### Trampolino elastico
| Evento      | Oro             | Argento           | Bronzo          |
| Maschile    |                 |                   |                 |
| Individuale | Keegan Soehn    | Steven Gluckstein | Angel Hernández |
| Femminile   |                 |                   |                 |
| Individuale | Rosie MacLennan | Dafne Navarro     | Karen Cockburn  |

## Medagliere
| Posiz. | Nazione         | Oro | Argento | Bronzo | Totale |
| ------ | --------------- | --- | ------- | ------ | ------ |
| 1      | Stati Uniti     | 11  | 13      | 5      | 29     |
| 2      | Canada          | 5   | 3       | 6      | 14     |
| 3      | Brasile         | 3   | 2       | 5      | 10     |
| 4      | Colombia        | 3   | -       | 3      | 6      |
| 5      | Cuba            | 2   | 2       | 2      | 6      |
| 6      | Guatemala       | 1   | -       | 1      | 2      |
| 7      | Messico         | -   | 1       | 2      | 3      |
| 8      | Rep. Dominicana | -   | 1       | -      | 1      |
| 9      | Venezuela       | -   | 1       | -      | 1      |
| TOTALE | TOTALE          | 25  | 23      | 24     | 72     |